# Maroispitze
Maroispitze är en bergstopp i Österrike.   Den ligger i förbundslandet Tyrolen, i den västra delen av landet, 500 km väster om huvudstaden Wien. Toppen på Maroispitze är 2 548 meter över havet.
Terrängen runt Maroispitze är bergig norrut, men söderut är den kuperad. Närmaste större samhälle är Schruns, 18,7 km väster om Maroispitze. 
Trakten runt Maroispitze består i huvudsak av gräsmarker. Runt Maroispitze är det ganska glesbefolkat, med 27 invånare per kvadratkilometer.